# Acidocroton gentryi
Acidocroton gentryi är en törelväxtart som beskrevs av Fern.Alonso och R.Jaram.. Acidocroton gentryi ingår i släktet Acidocroton och familjen törelväxter. IUCN kategoriserar arten globalt som starkt hotad. Inga underarter finns listade i Catalogue of Life.